# Cidaria lineata
Cidaria lineata är en fjärilsart som beskrevs av Eugen Wehrli 1918. Cidaria lineata ingår i släktet Cidaria och familjen mätare. Inga underarter finns listade i Catalogue of Life.